# Billy Ray
Pour les articles homonymes, voir Ray.
Billy Ray est un scénariste, réalisateur et producteur américain. 

## Filmographie

### Réalisateur
- 2003 : Le Mystificateur
- 2007 : Agent double (Breach)
- 2015 : Aux yeux de tous (Secret in Their Eyes)
- 2016-2017 : Le Dernier Seigneur (The Last Tycoon), série télévisée
- 2020 : The Comey Rule, mini-série télévisée

### Scénariste
- 1990 : The Bobby & Larry Show (téléfilm)
- 1994 : Color of Night de Richard Rush
- 1995 : The Shooter
- 1994 - 1995 : Earth 2 (série télévisée, 21 épisodes)
- 1997 : Volcano de Mick Jackson
- 1998 : Le coup de l'oreillette (téléfilm)
- 2002 : Mission Évasion (Hart's War) de Gregory Hoblit
- 2003 : Le Mystificateur
- 2004 : Suspect Zero, d'E. Elias Merhige
- 2005 : Flight plan
- 2007 : Agent double de Billy Ray
- 2009 : Jeux de pouvoir
- 2010 : Conjure Wife de Billy Ray
- 2012 : Hunger Games
- 2013 : Capitaine Phillips (Captain Phillips) de Paul Greengrass
- 2015 : Aux yeux de tous (Secret in Their Eyes) de Billy Ray
- 2016-2017 : Le Dernier Seigneur (The Last Tycoon) de Billy Ray, série télévisée
- 2018 : Overlord de Julius Avery
- 2019 : Terminator: Dark Fate de Tim Miller
- 2019 : Le Cas Richard Jewell (Richard Jewell) de Clint Eastwood
- 2019 : Gemini Man d'Ang Lee
- 2020 : The Comey Rule de Billy Ray, mini-série télévisée
- prochainement : Animals de Ben Affleck

## Distinctions

### Récompense
- Writers Guild of America Awards 2014 : Scénario adapté pour Capitaine Phillips

### Nominations
- Oscars 2014 : Meilleur scénario adapté pour Capitaine Phillips
- BAFTA 2014 : Meilleur scénario adapté pour Capitaine Phillips